# Microsciurus mimulus
Microsciurus mimulus är en däggdjursart som först beskrevs av Thomas 1898. Den ingår i släktet amerikanska dvärgekorrar och familjen ekorrar.

## Taxonomi
Catalogue of Life (2015) samt Wilson & Reeder (2005) skiljer mellan tre underarter:
- Microsciurus mimulus mimulus (Thomas, 1898)
- Microsciurus mimulus boquetensis (Nelson, 1903)
- Microsciurus mimulus isthmius (Nelson, 1899)

I James L. Pattons Mammals of South America (2015) hävdas dock att arten är monotypisk (det vill säga att den saknar underarter).

## Beskrivning
Pälsen på ovansidan är mörkbrun till svart och spräcklig i rött eller orange, ibland dessutom med en mörk ryggstrimma. Former spräckliga i grågult förekommer också. Buken är orange till blekgul med inslag av brunt. Svansen spräcklig i svart på ovansidan och på undersidan brungul med svarta kanter. Kroppslängden är 11 till 16 cm exklusive den 9 till 13 cm långa svansen.

## Utbredning
Arten förekommer i Panama samt i Colombia och norra Ecuador vid Stilla havet.

## Ekologi
I Colombia och Ecuador lever arten i låglandet. I Panama, där den är mycket vanlig, förekommer den i bergstrakter mellan 800 och 1 600 meters höjd. Den har städsegröna regnskogar som habitat.

## Bevarandestatus
IUCN kategoriserar arten globalt som livskraftig, och populationen är stabil. Delar av artens utbredningsområde är föremål för kraftig skogsavverkning, men det betraktas för närvarande inte som något större hot.